# Distretto di Song Dao
Il distretto di Song Dao (in thailandese: ส่องดาว) è un distretto (amphoe) della Thailandia, situato nella provincia di Sakon Nakhon.